# Uriah (Alabama)
Uriah est un census-designated place situé dans l’État américain de l'Alabama, dans le comté de Monroe.

## Démographie
| 2000 | 2010 | - | - | - | - |
| ---- | ---- | - | - | - | - |
| 294  | 120  | - | - | - | - |